# سیگورذور سیگوریونسون
سیگورذور سیگوریونسون (ایسلندی: Sigurður Sigurjónsson؛ زادهٔ ۶ ژوئیهٔ ۱۹۵۵) کمدین، بازیگر و صداپیشه اهل ایسلند است.
از فیلم‌ها یا برنامه‌های تلویزیونی که وی در آن نقش داشته‌است، می‌توان به وزیر، قوچ‌ها، تمساح اشاره کرد.